# فرانسیسکو کوپادو
فرانسیسکو کوپادو (انگلیسی: Francisco Copado؛ زادهٔ ۱۹ ژوئیهٔ ۱۹۷۴) بازیکن فوتبال اهل آلمان است.
از باشگاه‌هایی که در آن بازی کرده‌است می‌توان به باشگاه فوتبال هامبورگ، باشگاه ورزشی رئال مایورکا، باشگاه فوتبال آینتراخت فرانکفورت، و باشگاه فوتبال هوفنهایم اشاره کرد.